# NGC 3970
NGC 3970 est une galaxie lenticulaire située dans la constellation de la Coupe. NGC 3970 a été découverte par l'astronome britannique John Herschel en 1828.

## Caractéristiques
Sa vitesse par rapport au fond diffus cosmologique est de 6 099 ± 41 km/s, ce qui correspond à une distance de Hubble de 90,0 ± 6,3 Mpc (∼294 millions d'al).